# Pepperell (Massachusetts)
Pepperell é uma vila localizada no condado de Middlesex no estado estadounidense de Massachusetts. No Censo de 2010 tinha uma população de 11.497 habitantes e uma densidade populacional de 191,36 pessoas por km².

## Geografia
Pepperell encontra-se localizado nas coordenadas 42° 40′ 14″ N, 71° 36′ 10″ O. Segundo o Departamento do Censo dos Estados Unidos, Pepperell tem uma superfície total de 60.08 km², da qual 58.53 km² correspondem a terra firme e (2.57%) 1.55 km² é água.

## Demografia
Segundo o censo de 2010, tinha 11.497 pessoas residindo em Pepperell. A densidade populacional era de 191,36 hab./km². Dos 11.497 habitantes, Pepperell estava composto pelo 96.39% brancos, o 0.52% eram afroamericanos, o 0.17% eram amerindios, o 1.17% eram asiáticos, o 0.02% eram insulares do Pacífico, o 0.36% eram de outras raças e o 1.37% pertenciam a duas ou mais raças. Do total da população o 1.69% eram hispanos ou latinos de qualquer raça.